# Gauge
Gauge (született Elizabeth R. Deans) (Hot Springs, Arkansas, 1980. július 14. –) –) amerikai sztriptíz-táncosnő, fotómodell, pornószínésznő, 1999–2007 között mintegy 150 pornófilmben szerepelt, 2007-ben visszavonult az aktív filmezéstől.

## Életpályája
Sztriptíztáncosnőként és bárnőként kezdte szülőhazájában, a déli Arkansasban. 18. születésnapja után néhány nappal, 1998. július 24-én szerepelt Howard Stern televíziós show-műsorában, ahol olyan ifjú prostituáltként nyilatkozott meg, aki rövid idő alatt sok pénzt akar megkeresni.
Röviddel ezután, 19 évesen Kaliforniába költözött, és minden átmenet nélkül beszállt a kemény pornográf filmezésbe. Nem járta végig a kezdő színésznők szokásos útját, akik kezdetben lágyabb, erotikus és leszbikus filmekkel kezdenek, és fokozatosan sodródnak bele a durvább hardcore szereplésbe. 1999–2007 között szerepelt aktívan, ez alatt mintegy 150 pornófilmben szerepelt, ezek nagy részét 2000–2006 között forgatták le. Utána egyre ritkábban szerepelt, és 2007-ben teljesen felhagyott a filmezéssel, és elhagyta a pornófilmipart.
Az első pornófilm, amelyben Gauge hivatalos szereplőként feltűnt, Ed Powers rendező More Dirty Debutantes videósorozatának 129. filmje volt, ahol Gauge még saját akkori, Mojo nevű fiúbarátjával szerepelt közös jelenetben. A filmet 1999-ben forgatták, 2000-ben jelent meg. Még ugyanabban az évben, már a szereplőként is közreműködő Ed Powers (és Alex Foxx) női partnereként a More Dirty Debutantes sorozat 137. filmjében Gauge megcsinálta első háromszemélyes szexjelenetét is. Ed Powers vele forgatta a sorozat 138. és 146. filmjét is. A következő 6-7 évben Gauge sorozatban kapta a szerepeket. A Naughty Teenage Lesbians-ben főszerepet kapott a vele egykorú Fawna pornószínésznővel.
A vele egy időben feltűnt pornószínésznőkhöz, így Taylor Rain-hez, Aurora Snow-hoz, Jenna Haze-hez és Allie Sin-hez hasonlóan Gauge is az anális és orális stílusban előadott, több férfiszereplős, kemény szexjelenetek sztárjaként vált híressé. Specialitása – más extrém figurák mellett – a fejjel lefelé, kézen álló pozícióban végzett nemi aktus volt.
2003–2006 között Gauge rádiós műsorvezetőként moderálta a San Diegó-i  KSEX internetes rádióadó Distorted Reality (Kitekert valóság) c. műsorát
Gauge pornográf filmszerepei már 2005-től kezdve megritkultak. Újra munkába állt szülőhazájában, Arkansas államban. Régi szakmájához tért vissza, sztriptíz-táncosnőként dolgozott, és személyes találkozásokat is bonyolított ügyfeleivel. 2005-ben bekerült a sajtó baleseti hírekbe, mert az arkansasi sztriptíz-bárban, ahol dolgozott, egy alkalommal olyan sokat ivott, hogy komoly alkoholmérgezést kapott, amelybe majdnem belehalt. Véralkohol-szintje a jelentések szerint 4% volt (az USA-ban a járművezetőknek törvényileg megengedett szint 0,8%).
2006-ban a 26 éves Gauge – más ismert pornósztárok, Jade Fox és Holly Landers társaságában – meghívott vendégként feltűnt Oprah Winfrey napközbeni televíziós beszélgetőműsorának, a The Oprah Winfrey Show-nak Inside the Lives of Young Prostitutes című adásában, amelyet a chicagói televízió sugárzott.
2006. május 14-én Gauge férjhez ment egy Jason nevű férfihoz
2007-ben, 27 éves korában Gauge teljesen felhagyott a pornográf filmezéssel. 2008-ban mellékszerepet játszott (egy fiatal prostituáltat alakított) egy nem-pornográf televíziós játékfilmben, a Hantahíradóban (eredeti amerikai címe szerint The Onion Movie, Európában News Movie címen sugároztak). 2008 decemberében elvált a férjétől.
Sajtójelentések szerint Gauge 2008 júliusában Arkansas-ban élt, saját 11 hektáros földbirtokán, és egyetemre járt.

## Testi jellemzői
Magassága 150 cm (4 láb, 11 hüvelyk), testsúlya 42 kg (92 font). Testméretei 86C-55-84 cm (34C-22-33 hüvelyk). Hátának alsó részén tetoválást visel, nagy méretű napkorongot, M betűvel, amely még régi kapcsolatának, Mojónak idejéből való. További tetovált mintákat hord a nyakán hátul és jobb combján is. Viszonylag alacsony és törékeny testalkata ellenére formás és arányos természetes idomokkal rendelkezik. A „petite” (kb. filigrán) alkati kategóriába szokták sorolni. Nem hajtatott végre magán semmilyen mellnagyobbító műtétet, sem más korrekciós beavatkozást.

## Díjai
- 2002: XRCO Award Best Threeway Sex Scene (legjobb szexjelenet hármasban) a  Trained Teens filmben (megosztva Aurora Snow-val és Jules Jordannal)[18]
- 2005: KSEXradio Hallgatók díja – Kedvenc pornósztár (Favorite Porn Star)[19]

## Filmjei (kivonatos lista)
Pornófilmek
- 2000: The Spa, videó, (Raphaella)
- 2001: My Plaything ...
- 2001: The Abyss, videó, (prostituált)
- 2001: City Lust, videó, (barnahajú lány)
- 2001: Ten Little Angels, videó, (Angel)
- 2002: Ass Worship 2
- 2002: Midnight Librarians, videó
- 2002: Innocence: Baby Doll, videó
- 2002/2003: Weapons of Ass Destruction 1. és 2.
- 2003/2004: Flesh Hunter 3. és 7.
- 2003: Gauge Exposed
- 2004: Gauge and Friends
- 2004: Gauge Unchained
- 2005: Aurora Snow vs. Gauge
- 2005: Here’s the Thing About Young Chicks

Játékfilmek (videó)
- 2008: Hantahíradó (The Onion Movie / News Movie) (pornósztár)[20]